# Goodrich Corporation
A Goodrich Corporation, anteriormente a B. F. Goodrich Company, foi uma empresa de manufatura aeroespacial, Americana com sede em Charlotte, Carolina do Norte. Fundada em Akron, Ohio , em 1870, como Goodrich, Tew & Co. por Dr. Benjamim Franklin Goodrich. O nome da empresa foi alterado para "B. F. Goodrich Company" em 1880, a BFGoodrich na década de 1980, e "Goodrich Corporation", em 2001.
Em 1869 Benjamin Franklin Goodrich comprou o Rio Hudson Rubber Company, uma pequena empresa em Hastings-on-Hudson, Nova Iorque. No ano seguinte, Goodrich, aceitou uma oferta de us $13,600 dos cidadãos de Akron, Ohio, para realocar os seus negócios. Goodrich era 67º classificado no valor das corporações entre os Estados Unidos da II Guerra Mundial militar de contratos de produção.
A empresa cresceu para ser uma dos maiores fabricantes de pneus e de borracha no mundo, em parte ajudado pelo fusão de 1986 com a Uniroyal (ex - United States Rubber Company). Esta linha de produtos foi vendido para a Michelin , em 1988, e a empresa se fundiu com Rohr (1997), a coltec Indústrias, e a TRW Aeronautical Systems (anteriormente Lucas Aeroespacial), em 2002. A venda de especialidades químicas da divisão e subsequente mudança para o nome atual concluída a transformação. Em 2006, as vendas da empresa foram de us $5,8 bilhões, dos quais 18%, 16% e 12% do total de proveitos foram contabilizados pelo governo dos E.U.A., a Airbus e a Boeing, respectivamente.
Embora BFGoodrich é uma popular marca de pneus, a Goodrich Corporation encerrou o negócios de pneus em 1988. O negócio de pneus e a utilização do nome foi vendido para a Michelin. Antes da venda para a Michelin, Goodrich correu anúncios de televisão e impressos mostrando um vazio azul do céu, para distinguirem-se de um som semelhante a pneus Goodyear. O slogan era "Ver que um dirigível em cima no céu? Nós somos os caras!" A empresa também foi confundido às vezes com o Sr. Goodwrench como os dois últimos nomes foram semelhantes, especialmente quando os pneus B. F. Goodrich, foram apresentados em muitos carros e caminhões da General Motors.

## História

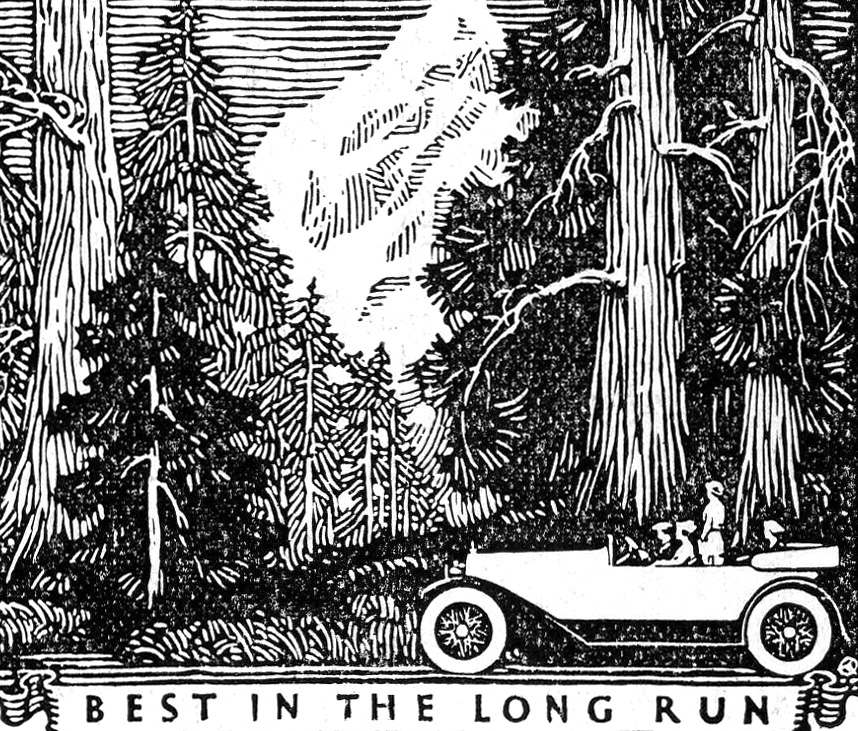
Anúncio em 1920 para Pneus Goodrich Silvertown

### Início da história
B. F. Goodrich vendia rádios entre as décadas de 1930 a 1950, sob o nome de marca "Mantola". Essas rádios foram realmente feitas por uma variedade de fabricantes para B. F. Goodrich.
Em 1936, a empresa entrou no mercado Mexicano em uma joint venture com a Euzkadi (Agora parte da Continental AG) (nome:Goodrich-Euzkadi). O planta em Troy, Ohio foi comprada em 1946 a partir de Waco. Desde então, Goodrich tem fabricado rodas e freios para uma variedade de aeronaves. Dentre estes, comerciais, militares, regionais e programas empresariais. Esta operação bem-sucedida está no cerne das Goodrich. Concorrentes incluem as divisões de empresas de aeroestruturas como a Honeywell, a Messier-Bugatti, Aeronaves, Sistemas de Travagem, (Howmet/Huck) e SNECMA. A Empresa Capa de Borracha foi vendida antes da Grande Depressão como uma divisão da B. F. Goodrich Company.

### 1980-1990
Em 1986 B. F. Goodrich, tornou-se uma empresa listada no S&P 500 em diversos negócios, incluindo fabricação de pneus e de borracha. B. F. Goodrich fez de substituição de pneus de alta-performance. Em agosto de 1986, um dos seus maiores concorrentes nos negócios de pneus a Uniroyal Inc., foi levado privado, quando esta fundiu-se com o segmento de pneus da B. F. Goodrich Company, em uma joint venture, parceria público privada, para se tornar o Uniroyal Goodrich Empresa de Pneus. B. F. Goodrich Company detinha uma participação de 50% na nova empresa de pneus.
A nova sede da empresa Pneus Uniroyal Goodrich foi fundada na antiga sede da empresa B. F. Goodrich, dentro do seu centro complexo com 27 prédios, em Akron, Ohio , que continha a fábrica original da Goodrich. No Outono de 1987, a B. F. Goodrich Company fechou várias operações de fabricação no site, e a maioria do complexo permaneceu vago até fevereiro de 1988, quando B. F. Goodrich, anunciou planos de vender a vaga de parte do complexo para o Covington Capital Corporation, um grupo de desenvolvedores de Nova Iorque.
Em 1987, no seu primeiro ano completo de operação, o novo Uniroyal Goodrich Pneu Empresa gerou quase us $2 bilhões em receita de vendas, com lucros de us $35 milhões.
A concentração logo provou ser difícil. Em junho de 1988, B. F. Goodrich, vendeu 50% da participação para us $225 milhões. Os compradores eram um grupo de investidores liderado por Clayton & Young, Inc. privada de Nova Iorque, empresa de investimento. Ao mesmo tempo, B. F. Goodrich, também recebeu uma ordem de compra, indiretamente, até 7% do capital da Uniroyal Goodrich Empresa de Pneus.
Em junho de 1988, líder de vendas, a nova empresa privada de pneus adquiridos publicamente realizada dívida de us $415 milhões.
Também em 1988, o Grupo Michelin, uma subsidiária da francesa de pneus Michelin et Cie (Euronext: ML) fez proposta para adquirir o Uniroyal Goodrich Empresa de Pneus e tomou medidas para a obtenção de uma participação. em maio de 1990, o Grupo Michelin tinha completado a sua compra de Uniroyal Goodrich Empresa de Pneus de Clayton & Young de Nova Iorque. O negócio foi avaliado em cerca de US$1,5 bilhão. B. F. Goodrich, rendeu 7% garante ao Grupo Michelin, e recebeu us $32,5 milhões de receita adicional com a venda.

### Deixando o negócio de pneus
A B. F. Goodrich deu por encerrado o negócio de pneus inteiramente, em linha com o seu plano para a construção das empresas aeroespaciais e de químicos através do reinvestimento e aquisições. Em 1997, adquiriu Rohr, um fabricante de naceles de aviões a motor a jato (a aerodinâmica, estruturas que circundam motores de aeronaves), expandindo a sua presença no integrado de componentes de aeronaves indústria.
Em 1999, adquiriu as Indústrias Coltec com base em Charlotte, Carolina do Norte para us $2,2 bilhões em ações e assumiu a dívida, fazendo com que o ex-fabricante de pneus fosse o nº.1 fornecedor de trem de pouso e outras peças de aeronaves. Sede mudou-se para Charlotte seguir esta fusão.
Em 2001, a empresa alienou as suas especialidades químicas de negócios para se concentrar na indústria aeroespacial e de produtos industriais e, para assinalar a conclusão da sua transformação, ele foi renomeado Goodrich Corporation e adotado um novo logotipo.
Em outubro de 2002, Goodrich adquiriu TRW Aeronáutica Sistemas, esta divisão foi principalmente o ex-Lucas Atividade Aeroespacial, baseada, sobretudo, na França e no reino UNIDO.
Em novembro de 2010, Goodrich abriu um novo grande centro de fabricação em Krosno Rzeszów, Polónia.
Em setembro de 2011, United Technologies Corporation (UTX) anunciou um acordo para comprar a Goodrich por us $18.4 bilhões, pagando us $127.50 por ação, e partindo do princípio de us $1,9 bilhões em dívidas.
Em julho 26, 2012, United Technologies Corporation comprou Goodrich. Vendeu divisões da Hamilton Sundstrand e Goodrich, em seguida, foram fundidas para criar UTC Aerospace Systems. Rocketdyne, Hamilton Sundstrand industriais, bombas e compressores de operações, Clipper Windpower, e UTC de Energia (United Technologies de célula de combustível de negócios) seriam vendidos para angariar dinheiro para o negócio.

Em 16 de outubro de 2012, United Technologies Corporation garantiu um acordo para vender a divisão de Sistemas de Energia de Goodrich (Twinsburg, Ohio, Pitstone Green Buckinghamshire) para Safran por us $400 milhões. A venda desta unidade de negócio foi uma condição que a concorrência de reguladores chineses definiram na aprovação da compra de Goodrich pela UTC. A divisão de Sistemas de Energia teve de ser alienada pelo dia 16 de dezembro de 2012

## Empresas

### De atuação e sistemas de aterragem
- Sistemas de atuação
- Rodas de aeronaves e freios
- Aviação serviços técnicos
- Trem de pouso
- Componentes do motor

### Sistemas eletrônicos
- Sensores e sistemas Integrados
- Mecanismo de controle e sistemas de energia elétrica
- ISR (inteligência, vigilância e reconhecimento) sistemas de

e

### Naceles e sistemas de interiores
- Aerostructures
- Interiores
- Serviços ao cliente

## Plataformas

### Civil
- Boeing 737
- Boeing 747-400
- Boeing 757-200
- Boeing 767
- Boeing 777
- Boeing 787
- Airbus A320 da série
- Airbus A330/A340
- Airbus A350XWB
- Airbus A380
- Cessna Citation
- Bombardier Global Express
- Bombardier Dash-8 Q400
- Canadair Regional Jet
- Lear Jet
- Handley Page Jetstream
- AgustaWestland AW139 helicóptero (eletrônica ice protection system)
- Embraer 170
- Embraer 190
- Piaggio P180

### Militar
- Embraer KC-390
- Airbus A400M (geração de energia Elétrica, de retalhos, de transmissão de gelo sensores de detecção)
- F-14 Tomcat
- F-15 Eagle
- F-16 Fighting Falcon (roda da frente)
- S-3 Viking
- P-3 Orion
- C-141 Starlifter
- C-5 Galaxy
- B-52 Stratofortress
- F-111
- F-117 Nighthawk
- A-6 Intruder
- CH-46 Sea Knight (rodas ou freios de rotor)
- CH-47 Chinook (rodas ou freios de rotor)
- CH-53 Sea Stallion (rodas ou freios de rotor)
- V-22 Osprey (rodas ou freios de rotor)
- Harrier Jump Jet - todas as versões (reguladores de sistemas de combustível)
- SEPECAT Jaguar - todas as versões (reguladores de sistemas de combustível)
- Ônibus espaciais (rodas e freios; pneus de negócios vendidos para a Michelin , em 1988)
- Panavia Tornado - todas as versões (controles do motor de elevação da unidade de controle, a aba e a veneziana de atuação, pico de controle)

## Atualização
Em fevereiro 24, 2004, Goodrich reafirmou o seu quarto trimestre e do ano de resultados de 2003, depois notificado a empresa Pratt & Whitney que foi drasticamente o corte da sua ordem para alojamento do motor de veículo.

## Notáveis funcionários
- Benjamin S. Garvey - trabalhou para B. F. Goodrich e Pennsalt Chemicals Corporation. Dr. Garvey desenvolveu o "10 Gramas Processo de Avaliação."
- William C. Geer - pioneiro no estudo de borracha envelhecimento, e desenvolvedor do início de aeronaves de degelo de sistemas, vice-presidente do B. F. Goodrich
- David Grylls, Chula Vista, Califórnia, Prata Olímpica Medalha De Vitória Ciclista
- Frank Herzegh, inventor do pneu sem câmara
- Samuel E. Horne, Jr. - Goodrich químico que primeiro polimerizada poliisopreno sintético utilizando catalisador Ziegler
- Arthur E. Juve - B. F. Goodrich, Diretor de Tecnologia que desenvolveu óleo-resistente de borracha composições, testes de laboratório para o pneu que pisa a erva, e melhorias na fabricação de produtos de borracha e o processamento de borracha sintética[26]
- Virgílio A. Martin, Los Angeles, Califórnia, membro do Conselho da Cidade (1927-31)
- George Oenslager - químico conhecido por seu pioneirismo acelerador de vulcanização química
- John D. Ong, CEO (1979-1996) e o Embaixador dos EUA para a Noruega (2002-2005)
- Waldo L. Semon - início de desenvolvedor de borracha sintética, em particular Ameripol para B. F. Goodrich.

1. ↑  Peck, Merton J. & Scherer, Frederic M. The Weapons Acquisition Process: An Economic Analysis (1962) Harvard Business School p.619
2. ↑  Standard and Poor's 500 Guide. [S.l.]: The McGraw-Hill Companies, Inc. 2007. ISBN 0-07-147906-6
3. ↑  Filmmaker documents the impact of Hood Rubber on Watertown's Armenian history Arquivado em 2012-11-09 no Wayback Machine, Jen Thomas, Wicked Local Watertown, 7 January 2007 (retrieved 8 September 2010)
4. ↑  «Webshots - California Sea Lions, Ano Nuevo Island, California». webshots.com
5. ↑  «Uniroyal, Inc.». Consultado em 30 de Junho de 2018. Arquivado do original em 27 de Setembro de 2007
6. ↑  Jeremy J. Siegel, Stocks for the Long Run, Second Edition, 1998, ISBN 0-07-058043-X
7. ↑  Uniroyal Goodrich Tire Co reports earnings for Qtr to Sept 30, New York Times Archive, Published: October 14, 1988
8. ↑  COMPANY NEWS; Goodrich to Sell Complex in Akron, AP, New York Times, February 18, 1988
9. ↑  Company News; Goodrich Outlook, REUTERS, New York Times Archive, Published: June 24, 1988
10. ↑  COMPANY NEWS; Goodrich Gains In Uniroyal Sale, REUTERS, New York Times Archive, May 3, 1990
11. ↑  Uniroyal Goodrich Tire Co reports earnings for Qtr to March 31, New York Times Archive, Published: April 25, 1989
12. ↑  FINANCE/NEW ISSUES; Uniroyal Goodrich Sets 2-Part Offer, New York Times Archive, June 17, 1988
13. ↑  Uniroyal Goodrich Tire reports earnings for Qtr to Dec 31, New York Times Archive, Published: February 23, 1990
14. ↑  INSIDE, New York Times, Published: September 23, 1989
15. ↑  «Goodrich Plans to Buy Rohr In $789 Million Stock Deal»
16. ↑  «Goodrich in Deal To Add Coltec»
17. ↑  «B.F. Goodrich: No Layoffs Ahead»
18. ↑  «The 21st Century»[ligação inativa]
19. ↑  «Business briefs»
20. ↑  «Goodrich to Acquire TRW Aeronautical Systems». Consultado em 30 de Junho de 2018. Arquivado do original em 21 de Fevereiro de 2013
21. ↑  «UTC To Acquire Goodrich For $18.4 B»
22. ↑  «United Technologies buying Goodrich in $18.5B deal»
23. ↑  «United Tech beats Street, closes Goodrich deal»
24. ↑  «United Tech secures Power Systems divestment deal». utc. Consultado em 30 de Junho de 2018. Arquivado do original em 5 de Fevereiro de 2013
25. ↑  «Goodrich Restates Earnings for 2003». Consultado em 30 de Junho de 2018. Arquivado do original em 15 de Abril de 2016
26. ↑  Hall, Carl William. A Biographical Dictionary of People in Engineering: From the Earliest Records Until 2000. [S.l.: s.n.] ISBN 9781557534590

- http://www.nndb.com/people/368/000164873/

## Leitura complementar
- Blackford, Mansel G. e K. Austin Kerr. B. F. Goodrich: Tradição e Transformação, 1870-1995; (Ohio State University Press, 1996); ISBN 0-8142-0696-4.
- Blackford, Mansel G. "B. F. Goodrich, Torna-se uma Corporação Multinacional, 1910-1929," Ensaios em economia E Negócios da História (1996), Vol. 14, pp 365-373.